# Hugo van Lannoy

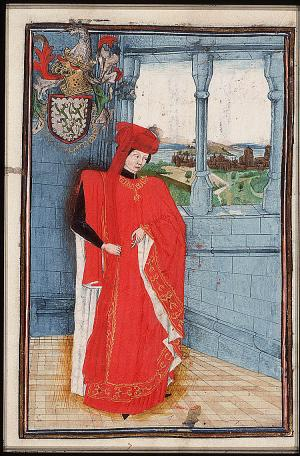
Hugo van Lannoy in het wapenboek van de Orde van het Gulden Vlies.

Hugo van Lannoy (1384 - 1 mei 1456), heer van Santes, was een staatsman uit het graafschap Vlaanderen in dienst van de Bourgondische hertogen.
Hugo stamde uit een jongere tak van het Huis Lannoy. Als jonge ridder reisde hij naar Jeruzalem en nam deel aan een expeditie tegen de Tataren die Moskou bezet hielden. Terug in West-Europa stelde hij zich ten dienst van Jan zonder Vrees, diende hij in het leger van de Bourguignons dat werd verslagen in de slag bij Azincourt (1415), waarbij hij werd gevangen genomen.
Hij kwam al snel vrij en vervulde na de moord op Jan zonder Vrees (1419) verschillende diplomatieke missies, onder andere over het huwelijk van Jacoba van Beieren met Humphrey van Gloucester.

Wapen

Hij werd samen met zijn jongere broers Ghillebert en Boudewijn tegelijk opgenomen bij de eerste vierentwintig leden van de Orde van het Gulden Vlies (1430).
Nadat Jacoba van Beieren in het geheim met Frank van Borssele was getrouwd, nam Filips de Goede de graafschappen Holland, Zeeland en Henegouwen in bezit. Hugo van Lannoy werd daarop de eerste Bourgondische stadhouder van Holland en Zeeland.
Hugo bestreed op hoge leeftijd nog de Gentse opstandelingen in 1452-1453. Hij stierf kinderloos en werd begraven in Rijsel.